# Bury Your Dead (álbum)
Bury Your Dead é o quarto álbum de estúdio e o primeiro disco feito desde a saída do ex-vocalista Mat Bruso e a entrada do novo, Myke Terry. É também o primeiro álbum há não ter todos os títulos das canções seguindo em temas comuns. As ações de álbuns do seu título com o primeiro EP da banda, eles lançaram, que era também auto-intitulado.
O álbum vendeu 4.700 cópias em sua primeira semana de lançamento de entrar no Billboard 200 no número 176.

## Faixas
1. "Sympathy Orchestra" - 2:58
2. "Hands To Hide The Shame" - 2:41
3. "Fever Dream" - 3:16
4. "Womb Disease" - 2:42
5. "Infidel's Hymn" - 3:35
6. "Year One - 3:34 (com Mark Tremonti)
7. "Angel With A Dirty Face" - 3:19
8. "Disposably Yours" - 2:23
9. "A Devil's Ransom" - 2:32
10. "Fool's Gold" - 3:00
11. "Dust To Dust" - 3:19

## Membros
- Myke Terry - vocal
- Brendan "Slim" MacDonald - guitarra
- Eric Ellis - guitarra
- Aaron "Bubble" Patrick - baixo
- Mark Castillo - bateria

## Créditos
- Letra e Música - Bury Your Dead
- Gravada em - Audiohammer Studios (novembro a dezembro de 2007)
- Produzido e misturado - Jason Suecoff e Bury Your Dead
- Mark Tremonti aparece como cortesia da Universal Republic Records, uma divisão da UMG Recordings, Inc.
- Layout - Keith Barney
- Fotografia Karen Jerzyk